# Prestegårdshagen
Prestegårdshagen este o localitate din comuna Hurdal, provincia Akershus, Norvegia, cu o suprafață de 0,26 km² și o populație de 282 locuitori (2013).